# BlackRock
 BlackRock, Inc. là một tập đoàn quản lý đầu tư toàn cầu của Mỹ có trụ sở tại thành phố New York. Được thành lập vào năm 1988, ban đầu là một nhà quản lý rủi ro và quản lý tài sản có thu nhập cố định, BlackRock là nhà quản lý tài sản lớn nhất thế giới quản lý số tài sản 6,84 nghìn tỷ đô la vào tháng 6 năm 2019. BlackRock hoạt động trên toàn cầu với 70 văn phòng tại 30 quốc gia và khách hàng tại 100 quốc gia. Do quy mô và phạm vi của các tài sản và hoạt động tài chính, BlackRock đã được gọi là ngân hàng ngầm lớn nhất thế giới.

## Tài chính
Trong năm tài chính 2017, BlackRock đã báo cáo lợi nhuận 4,970 tỷ USD, với doanh thu hàng năm là 12,491 tỷ USD, tăng 12,0% so với chu kỳ tài chính trước đó. Cổ phiếu của BlackRock được giao dịch ở mức hơn 414 đô la mỗi cổ phiếu và vốn hóa thị trường của nó được định giá hơn 61,7 tỷ đô la Mỹ vào tháng 10 năm 2018. Tính đến năm 2018, BlackRock xếp thứ 237 trong danh sách Fortune 500 của các tập đoàn lớn nhất Hoa Kỳ theo doanh thu.
| Năm  | Doanh thu (triệu đô la Mỹ) | Thu nhập ròng (triệu đô la Mỹ) | Tổng tài sản (triệu đô la Mỹ) | AUM (triệu đô la Mỹ) | Giá mỗi cổ phiếu (ĐÔ LA MỸ$) | Nhân viên |
| ---- | -------------------------- | ------------------------------ | ----------------------------- | -------------------- | ---------------------------- | --------- |
| 2005 | 1.191                      | 234                            | 1,848                         |                      | 62,85                        |           |
| 2006 | 2.098                      | 323                            | 20,469                        |                      | 103,75                       |           |
| 2007 | 4,845                      | 993                            | 22.561                        |                      | 128,69                       |           |
| 2008 | 5.064                      | 784                            | 19.924                        |                      | 144,07                       |           |
| 2009 | 4.700                      | 875                            | 178.124                       |                      | 136,79                       |           |
| 2010 | 8,612                      | 2.063                          | 178.459                       | 3.561.000            | 145,85                       |           |
| 2011 | 9.081                      | 2,337                          | 179.896                       | 3.513.000            | 148,27                       |           |
| 2012 | 9.337                      | 2,458                          | 200.451                       | 3.792.000            | 158,53                       |           |
| 2013 | 10,180                     | 2.932                          | 219.873                       | 4.325.000            | 238,52                       | 11.400    |
| 2014 | 11.081                     | 3.294                          | 239.792                       | 4,651,895            | 289,80                       | 12.200    |
| 2015 | 11.401                     | 3,345                          | 225.261                       | 4.645.412            | 322,68                       | 13.000    |
| 2016 | 12.261                     | 3.168                          | 220.177                       | 5,147,852            | 334.16                       | 13.000    |
| 2017 | 13.600                     | 4.952                          | 220.217                       | 6.288.195            | 414,60                       | 13.900    |
| 2018 | 14,198                     | 4,305                          | 159,573                       | 5.975.818            |                              | 14.900    |

## Đóng góp cho sự nóng lên toàn cầu
Bất chấp những nỗ lực của BlackRock để trở thành một nhà đầu tư bền vững, một báo cáo cho thấy BlackRock là nhà đầu tư lớn nhất thế giới trong các nhà phát triển nhà mỏ than, nắm giữ cổ phiếu trị giá 11 tỷ USD trong số 56 nhà phát triển nhà mỏ than. Một báo cáo khác cho thấy BlackRock sở hữu nhiều trữ lượng dầu, khí đốt và than nhiệt hơn bất kỳ nhà đầu tư nào khác với tổng trữ lượng lên tới 9,5 gigaton khí thải CO2 - hoặc 30% tổng lượng phát thải liên quan đến năng lượng từ năm 2017. Lo ngại về sự nóng lên toàn cầu, các nhóm môi trường bao gồm  Sierra Club, và Amazon Watch  đã phát động một chiến dịch mang tên "Vấn đề lớn của BlackRock" vào tháng 9 năm 2018. Trong chiến dịch này, các nhóm này khẳng định BlackRock là "động lực hủy diệt khí hậu lớn nhất trên hành tinh", một phần là do họ từ chối thoái vốn khỏi các công ty nhiên liệu hóa thạch.

### The Yes Men Hoax
Ngày 17 tháng 1 năm 2019, BlackRock đáp trả thư lừa bịp của The Yes Men   tới các nhà đầu tư rằng BlackRock sẽ chọn lọc ra các doanh nghiệp có vốn đầu tư  không phù hợp với các mục tiêu của Hiệp định khí hậu Paris. Bức thư giả mạo đã được lan truyền trên tờ Thời báo Tài chính trước khi nó được biết là giả mạo. BlackRock sau đó bị đặt vào tình thế khó khăn khi phải từ chối yêu cầu trong thư rằng họ sẽ thoái vốn khỏi các công ty nhiên liệu hóa thạch, một điều mà các nhà hoạt động môi trường và cổ đông đã yêu cầu.

## Những người chủ chốt
- Laurence D. Fink - Người sáng lập, Chủ tịch & Giám đốc điều hành
- Blake Grossman, cựu Phó chủ tịch
- Robert S. Kapito - Người sáng lập & Đồng chủ tịch
- Susan Wagner - Người sáng lập, thành viên Hội đồng quản trị
- Patrick M. Olson - Giám đốc sản phẩm
- Simon Chirayath - Phó chủ tịch
- Barbara Novick - Người sáng lập, Phó Chủ tịch
- Philipp Hildebrand - Phó Chủ tịch
- Robert Goldstein - Giám đốc điều hành cấp cao, Giám đốc điều hành
- Gary Shedlin - Giám đốc điều hành cấp cao, Giám đốc tài chính
- Bennett W. Golub - Người sáng lập, Giám đốc điều hành cấp cao, Giám đốc rủi ro
- Mark Wiedman - Trưởng phòng Chiến lược Quốc tế và Doanh nghiệp